# Francine Peeters
Francine Peeters, född 23 februari 1957, är en friidrottare från Belgien. Hon deltog vid olympiska sommarspelen 1984.